# Geophagus argyrostictus
Geophagus argyrostictus är en fiskart som beskrevs av Kullander, 1991. Geophagus argyrostictus ingår i släktet Geophagus och familjen Cichlidae. Inga underarter finns listade i Catalogue of Life.